# لوله

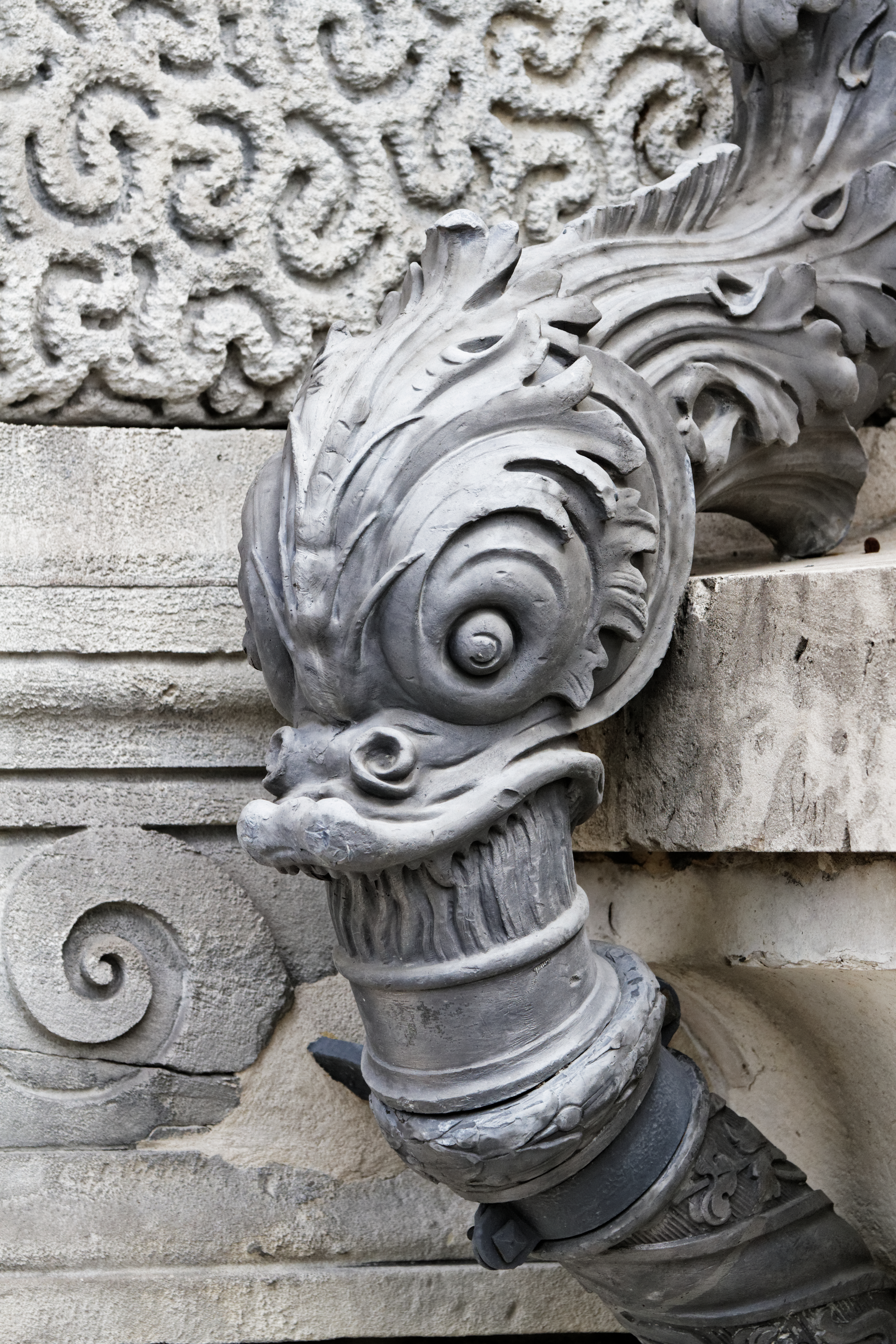
لوله فاضلاب موزه لوور.

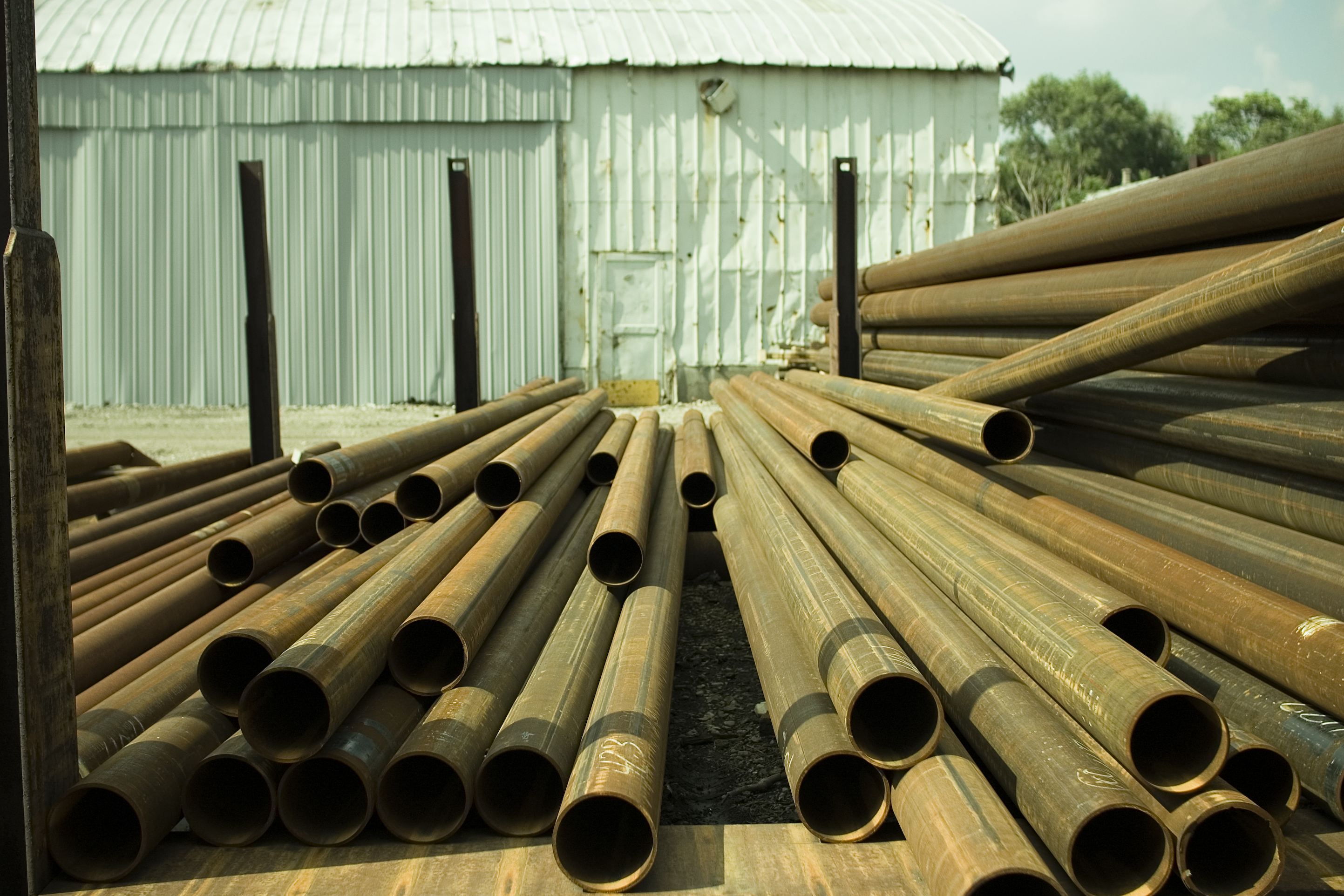
لوله‌های فولاد کربنی در یک حیاط انبار.

لوله (همچنین در فارسی افغانستان: نل) یا پایپ (به انگلیسی: pipe) یک مقطع توخالی معمولاً (و نه الزاما) استوانه ای است که عمدتاً از آن برای انتقال مواد قابل جریان، مانند مایعات، گازها، دوغاب‌ها و پودرها استفاده می‌شود. از لوله‌ها همچنین برای ساخت سازه‌ها استفاده می‌شود.
مقاطع توخالی لوله ای، به مراتب سفتی بر اساس وزن واحد بیشتری نسبت به مقاطع توپر دارند.
لوله از مواد مختلفی از جمله سرامیک، شیشه، فایبرگلاس، بسیاری از فلزات، بتن و پلاستیک ساخته می‌شود. در گذشته لوله‌های چوبی و سربی نیز مرسوم بودند.
لوله‌های فلزی به‌طور معمول از فولاد یا آلیاژهای آهن ساخته می‌شوند، مانند فولاد کربنی، فولاد زنگ نزن، فولاد گالوانیزه، و چدن نشکن. لوله‌های پایه-آهنی در صورت استفاده در جریان آب اکسیژن دار در معرض خوردگی قرار دارند. از لوله‌های آلومینیوم ممکن است در مواردی استفاده شود که آهن با مایع سرویس ناسازگار باشد یا وزن یک پارامتر مشکل ساز باشد. از لوله‌های مسی بیشتر برای سیستم‌های لوله کشی آب خانگی (قابل شرب) و لوله‌های سیستم‌های تبرید و کویل‌های انتقال حرارت (برای مثال در کندانسورها و رادیاتورها) استفاده می‌شود. از لوله‌هایی با جنس آلیاژهای اینکونل، فولاد کروم مولی و تیتانیوم برای دماها و فشارهای بالا در تأسیسات کارخانجات فرآیندی و نیروگاه‌ها استفاده می‌شود. ارزش بازار جهانی لوله‌های فولادی در سال ۲۰۱۹ برابر ۱۴۲٫۴ میلیارد دلار بوده و انتظار می‌رود از سال ۲۰۲۰ تا ۲۰۲۷ با نرخ رشد مرکب سالانه ۶٫۲٪ رشد کند و به ۵۴٫۶۸ میلیارد دلار برسد.
لوله‌های پلاستیکی به دلیل خواصی از قبیل وزن سبک، مقاومت شیمیایی بالا، خواص غیر خورنده و سهولت در ایجاد اتصالات، بسیار مورد استفاده قرار می‌گیرند. مواد پلاستیکی مورد استفاده عبارتند از: پلی وینیل کلراید (PVC), پلی وینیل کلرید کلر دار (CPVC)، پلاستیک تقویت شده با الیاف (FRP), ملات پلیمر تقویت شده (RPMP), پلی پروپیلن (PP)، پلی اتیلن (PE)، پلی اتیلن چگالی بالا اتصال-عرضی (PEX)، پلی بوتیلن (PB) و آکریلونیتریل بوتادین استایرن (ABS). در بسیاری از کشورها، لوله‌های پی وی سی بیشترین لوله‌های مورد استفاده برای لوله‌های دفنی توزیع آب آشامیدنی و شبکه‌های فاضلاب هستند. محققان بازار پیش‌بینی می‌کنند که کل درآمد جهانی لوله‌های پلاستیکی در سال ۲۰۱۹ بیش از ۸۰ میلیارد دلار باشد. بازار اروپا در سال ۲۰۲۰ نزدیک به ۱۲٫۷ میلیارد یورو خواهد بود.
برای کاربردهای کم فشار مانند جریان گرانشی یا زهکشی، ممکن است لوله از بتن یا سرامیک ساخته شود. لوله‌های فاضلاب هنوز هم عمدتاً از بتن یا خاک رس شیشه ای ساخته می‌شوند. برای لوله‌های بتنی با قطر زیاد می‌توان از بتن مسلح استفاده کرد. این مواد لوله را می‌توان در بسیاری از انواع ساخت و سازها استفاده کرد و اغلب در انتقال جریان گرانشی آب سیلاب‌ها استفاده می‌شود. معمولاً چنین لوله ای دارای اتصالات پلکانی است که در هنگام نصب از روش‌های مختلف آب‌بندی استفاده می‌شود.

#### انواع لوله های فولادی از نظر ساختار
1. لوله‌های فولادی درزدار (Welded Steel Pipes): لوله‌های فولادی درزدار از طریق جوشکاری قطعات مختلف با یکدیگر متصل می‌شوند. این لوله‌ها در سایزها و اشکال مختلفی تولید می‌شوند. لوله‌های فولادی درزدار به دلیل قابلیت تولید در اندازه‌های بزرگتر، کارایی بالا و هزینه کمتر، در بسیاری از برنامه‌ها استفاده می‌شوند. آنها می‌توانند در صنایع نفت و گاز، صنایع ساختمانی و صنایع عمومی مورد استفاده قرار گیرند.
2. لوله‌های فولادی بدون درز یا مانیسمان(Seamless Steel Pipes): لوله‌های فولادی بدون جوش، به صورت یکپارچه و بدون درز تولید می‌شوند. این لوله‌ها از یک تکه فولاد خام به وسیله فرآیند نمودار کشی گرم و سپس فرآیند نهایی می‌شوند. لوله‌های فولادی بدون جوش به دلیل طراحی بدون درز، استحکام بالا و تحمل فشار و حرارت بیشتر، در کاربردهای انتقادی مانند خطوط لوله نفت و گاز، صنایع بخار و صنایع شیمیایی مورد استفاده قرار می‌گیرند.
3. لوله‌های فولادی جوش خورده (ERW Steel Pipes): لوله‌های فولادی جوش خورده از طریق روش جوشکاری الکتریکی تولید می‌شوند. در این روش، لوله فولادی با استفاده از جریان الکتریکی گرم می‌شود و سپس قطعات جوشکاری شده را با هم در دمای بالا به یکدیگر متصل می‌کنند. این نوع لوله‌های فولادی در صنایع تولید خودرو، صنایع ساختمانی و صنایع آب و فاضلاب استفاده می‌شوند.
4. لوله‌های فولادی گالوانیزه (Galvanized Steel Pipes): لوله‌های فولادی گالوانیزه، به وسیله روش گالوانیزه کردن تولید می‌شوند. در این روش، لوله‌های فولادی به یک پوشش روی مقاوم در برابر زنگ زدگی تحت عملکرد حرارتی و شیمیایی تحت آهنگ همراه با روش‌های غوطه‌وری یا روش‌های نصب اعمال می‌شوند. لوله‌های فولادی گالوانیزه به دلیل مقاومت به زنگ زدگی، در صنایع ساختمانی، آب و فاضلاب و ساخت و ساز استفاده می‌شوند.

بنابراین، لوله‌های فولادی می‌توانند به نوع جوش‌دار، بدون جوش، جوش خورده و گالوانیزه تقسیم شوند. هر نوع لوله‌ای ویژگی‌ها و کاربردهای منحصر به فرد خود را دارد و بسته به نوع ساختاری که در نظر گرفته شده است، می‌تواند در دسته بندی‌های مختلف کاربرد داشته باشد.

#### آلیاژهای پر کاربرد برای لوله های فولادی
- ASTM A53: استاندارد ASTM A53 برای لوله‌های فولادی مخزنی و صنعتی جوش‌دار که در دماها و فشارهای متوسط استفاده می‌شوند، مورد استفاده قرار می‌گیرد.
- ASTM A106: استاندارد ASTM A106 برای لوله‌های فولادی جوش‌دار که در دماها و فشارهای بالا استفاده می‌شوند، مورد استفاده قرار می‌گیرد. این استاندارد در برگیرنده لوله‌هایی با دماهای بالاتر و برای انتقال آب داغ، بخار و سیالات دیگر استفاده می‌شود.
- API 5L: استاندارد API 5L برای خطوط لوله فولادی در صنعت نفت و گاز استفاده می‌شود. این استاندارد شامل مشخصات فنی و خواص مکانیکی لوله‌های فولادی جوش خورده و بدون جوش برای انتقال مایعات و گازها در فشارها و دماهای مختلف می‌باشد.
- ISO 3183: استاندارد ISO 3183 برای خطوط لوله فولادی و لوله‌های آب و فاضلاب جوش دار استفاده می‌شود. این استاندارد شامل مشخصات فنی و خواص مکانیکی لوله‌های فولادی برای استفاده در حمل و نقل مایعات، گازها و آب و فاضلاب می‌باشد.

## لوله یکپارچه بدون درز
لوله بدون درز (Seamless pipe) که به مانسمان یا مانیسمان نیز مشهور است یکی از پرکاربردترین محصولات فولادی است که در صنعت نفت، پتروشیمی، گاز و همچنین در قطعه سازی مصارف فراوانی دارد. لوله‌های بدون درز در بازار همچنین به عنوان مقاطع ضخیم و بسیار مقاوم تحت فشار شناخته می‌شود زیرا به دلیل یکنواخت بودن و نداشتن درز جوش، دارای مقاومت بسیار بالایی در مقابل فشار و تنش‌های فیزیکی است به طوری که به خوبی خود را در هر نوع شرایط آب و هوایی مطابقت می‌دهد.
پروسه تولید مانسمان
برای ساخت لوله مانسمان از استاندارد ASTM به شماره A106 و A53 و همچنین استاندارد نفت و گاز API 5L استفاده می‌شود.
پروسه تولید لوله‌های مانسیمان نیز بدین گونه است که در آن یک شمش فولادی تحت کشش و نورد، افزایش طول یافته و سپس با وارد شدن مبله جامد نوک تیز به مرکز شمش گداخته شده، لوله ای بدون درز را ایجاد می‌کند.
تولید این نوع لوله از سایزهای بزرگتر به کوچکتر است و سایزهای۲/۱و۴/۳و۱اینچ معمولاً به روش سرد است. در تولید این مقاطع عمدتاً از شمش‌های فولادی گرد استفاده می‌کنند البته تولید لوله مانسمان از مقاطع چهار گوش نیز امکان‌پذیر است اما به دلیل اینکه این مقاطع حتماً باید به صورت دایره‌ای و یکنواخت باشند گرد کردن شمش‌های زاویه‌دار مستلزم صرف هزینه و وقت خواهد بود.
در مجموع پروسه تولید لوله‌های مانسمان شامل مراحل برش، پیش گرم، مرحله PIERCING، عبور از دستگاه الانگاتور، شلیک سمبه، تاب‌گیری، جداسازی سمبه، کروی سازی، مرحله کشش، خنک سازی، مرحله اندازه‌گیری، مرحله آزمایش، مرحله کونیک کردن، پولیش و در پایان باندل کردن است.
تاریخ ابداع و ساخت لوله‌های بدون درز به اواخر قرن ۱۹ برمی گردد و این روش نخستین بار توسط مهندسی آلمانی بنام «مانسمان» به کار رفت.

## تفاوت پایپ و تیوب
در استفاده رایج، کلمات پایپ و تیوب معمولاً به جای یکدیگر به کار می‌روند، اما در صنعت و مهندسی، هریک تعریف منحصر به فرد دارند. بسته به استاندارد قابل اجرا که بر اساس آن تولید می‌شود، پایپ به‌طور کلی با قطر اسمی، قطر خارجی ثابت (OD) و میزان ضخامت مشخص می‌شود. تیوب اغلب با ضخامت OD و دیوار مشخص می‌شود، اما ممکن است با هر دو قطر خارجی OD وقطر داخلی (ID) همراه ضخامت دیوار مشخص شود. پایپ به‌طور کلی با یکی از چندین استاندارد صنعتی بین‌المللی و ملی تولید می‌شود. در حالی که استانداردهای مشابهی برای تیوب‌های صنعتی خاص وجود دارد، تیوب اغلب به اندازه‌های سفارشی و طیف وسیع تری از قطرها و تحمل‌ها ساخته می‌شود. بسیاری از استانداردهای صنعتی و دولتی برای تولید پایپ و تیوب وجود دارد. اصطلاح «تیوب» معمولاً برای مقاطع غیر استوانه ای، یعنی لوله‌های مربع یا مستطیل نیز به کار می‌رود. به‌طور کلی، «پایپ» در بیشتر نقاط جهان رایج تر است، در حالی که «تیوب» در ایالات متحده بیشتر استفاده می‌شود.
هر دو «پایپ» و «تیوب» دلالت بر سطحی از استحکام و دوام دارند، در حالی که یک شیلنگ (یا لوله شیلنگی) معمولاً قابل حمل و انعطاف‌پذیر است. اغلب پایپ‌ها تقریباً همیشه با استفاده از اتصالاتی مانند زانویی، سه راهی و غیره ساخته می‌شوند، در حالی که تیوب‌ها ممکن است به صورت سفارشی خم یا فرم دهی شود. تیوب‌ها نیز برای موادی که انعطاف‌پذیر نیستند، نمی‌توانند فرم بگیرند، یا در مواردی که ساخت و ساز توسط کدها و استانداردها، کنترل می‌شود، با استفاده از اتصالات به هم متصل می‌شوند.

## کاربردها
موارد استفاده از لوله‌ها در موارد زیر می‌باشد:
- لوله‌کشی
- آب شیر
- آبیاری

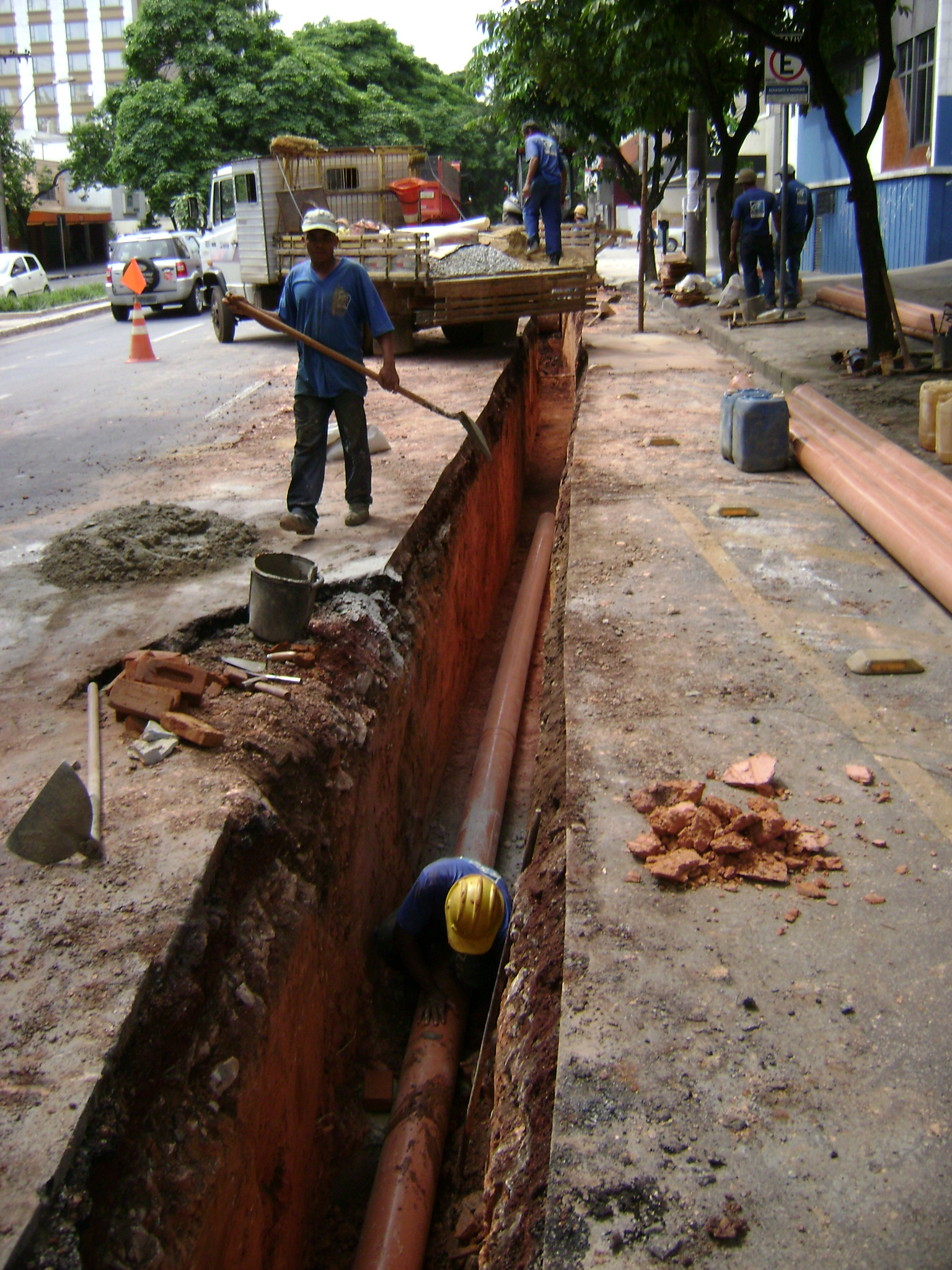
نصب لوله در خیابانی در بلو هوریزونته، برزیل

- خطوط لوله انتقال گاز یا مایع در فواصل طولانی
- سیستم‌های فشرده ساز هوا
- پوشش برای ستون بندی‌های بتنی مورد استفاده در پروژه‌های ساختمانی
- فرآیندهای تولید در دمای بالا یا فشار بالا
- صنعت نفت:
  - پوشش چاه نفت
  - تجهیزات پالایشگاه نفت
- تحویل سیالات، اعم از گازی یا مایع، در یک کارخانه از یک نقطه به نقطه دیگر در یک فرایند
- تحویل مواد جامد فله، در یک کارخانه غذا از یک نقطه به نقطه دیگر در یک فرایند
- ساخت مخازن ذخیره فشار قوی (توجه داشته باشید که مخازن تحت فشار بزرگ به دلیل ضخامت دیواره و اندازه آنها، از ورق ساخته می‌شوند نه لوله).

علاوه بر این، لوله‌ها برای اهداف بسیاری استفاده می‌شوند که شامل انتقال سیال نمی‌شود. نرده‌ها، داربست‌ها و سازه‌های نگهدارنده اغلب از لوله‌های سازه ای، به ویژه در محیط‌های صنعتی ساخته می‌شوند.